# Jean Laudet
Jean Maurice Laudet (ur. 5 sierpnia 1930 w Nevers) – francuski kajakarz, kanadyjkarz. Złoty medalista olimpijski z Helsinek.
Igrzyska w 1952 były jego jedyną olimpiadą. Triumfował w kanadyjkowej dwójce na dystansie 10 kilometrów. Partnerował mu Georges Turlier.